# Escudo de Castellón de Rugat
El escudo de armas de Castelló de Rugat es un símbolo del municipio español de Castelló de Rugat, oficialmente Castelló de Rugat, y se describe, según la terminología precisa de la heráldica, por el siguiente blasón:

Escudo cuadrilongo de punta redonda. De oro, dos palos de sable. Sobre el todo, castillo de plata mazonado y aclarado de sable. Al timbre, corona real abierta.

## Diseño
La composición del escudo está formada sobre un fondo en forma de rectángulo con la parte inferior redondeada, teniendo una proporción de 6 de alto por 5 de ancho. Esta forma, se denomina técnicamente como cuadrilongo de punta redonda, llamada también por algunos como ibérica o española. El fondo es de color amarillo intenso (oro), con dos franjas verticales (palos) de color negro (sable). Resaltando y encima de todo hay representado un castillo, con sus tres torres, la del medio más alta, de color blanco o gris claro (plata, también llamado argén), representando la obra de sillería (mazonado) con las puertas y ventanas de color negro (aclarado de sable).
El escudo está acompañado en la parte superior de un timbre en forma de corona real abierta, que tiene el mismo diseño que la corona de infante.

## Historia
Este blasón fue aprobado el 16 de mayo de 2007 y publicado en el DOGV número 5.525 de 1 de junio del mismo año. El escudo sustituye al anterior, publicado en el BOE el 28 de agosto de 1967, el cual tenía la siguiente descripción:

De sinople, castillo de plata acompañado de dos haces de oro. Al timbre, corona ducal.

El escudo actual mantiene el castillo, pero cambia el resto de elementos, así como el fondo del campo. El castillo es una señal parlante tradicional relativo al nombre de la localidad. Al campo se representan las armas de los Bellvís (de oro, dos palos de sable), primeros señores de la localidad y barones de Castellón de Rugat.